# Hemileuca burnsi
Hemileuca burnsi is een vlinder uit de onderfamilie Hemileucinae van de familie nachtpauwogen (Saturniidae).
De wetenschappelijke naam van de soort is voor het eerst geldig gepubliceerd door J.H. Watson in 1910.

## Synoniemen
- Hemileuca ilmae J.H. Watson, 1910
- Hemileuca nigrovenosa J.H. Watson, 1910
- Hemileuca conjuncta Watson, 1912
- Hemileuca paradoxa Watson, 1913
- Hemileuca bifasciata Schüssler, 1934